# Prédio da Polícia Central
O Prédio da Polícia Central é um dos bens do patrimônio histórico e artístico do Estado do Rio de Janeiro, tombado pelo INEPAC - Instituto Estadual do Patrimônio Cultural, em 1987, por iniciativa da antiga Secretaria de Estado da Polícia Civil e está situado no Centro da cidade do Rio de Janeiro
O prédio representa um dos mais belos exemplos da linguagem eclética da arquitetura do Rio de Janeiro, projetado e construído no início do século XX e inaugurado em 5 de novembro de 1910, com a finalidade de aprimorar a operacionalização social da Polícia na, então, capital federal.
Além da sua imponência volumétrica através do vocabulário arquitetônico do mais puro gosto eclético francês, recebeu a assinatura de paternidade de um dos mais destacados arquitetos do início do século, Heitor de Mello, que a partir de um projeto com a imagem sofisticada de belle époque da sociedade carioca, engajou-se na atitude política do então governo da capital federal, no sentido de modernizar, embelezar e sanear a cidade do Rio de Janeiro.
Atualmente é a sede do Museu da Polícia Civil do Estado do Rio de Janeiro, instituição fundada em 1912 e hoje integrada na programação do corredor cultural do centro da cidade.

## Galeria

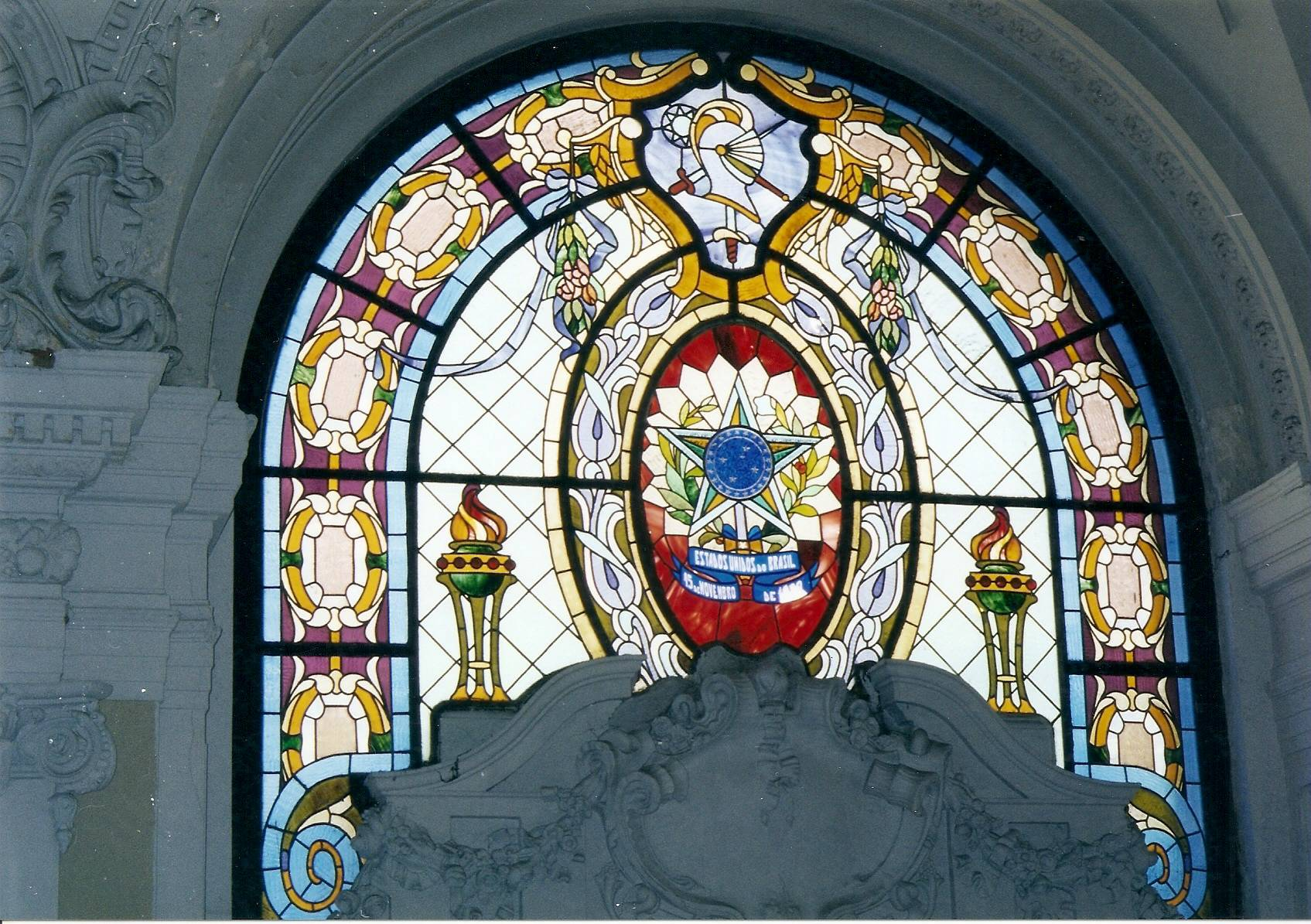
Vitral do prédio histórico da Polícia Civil
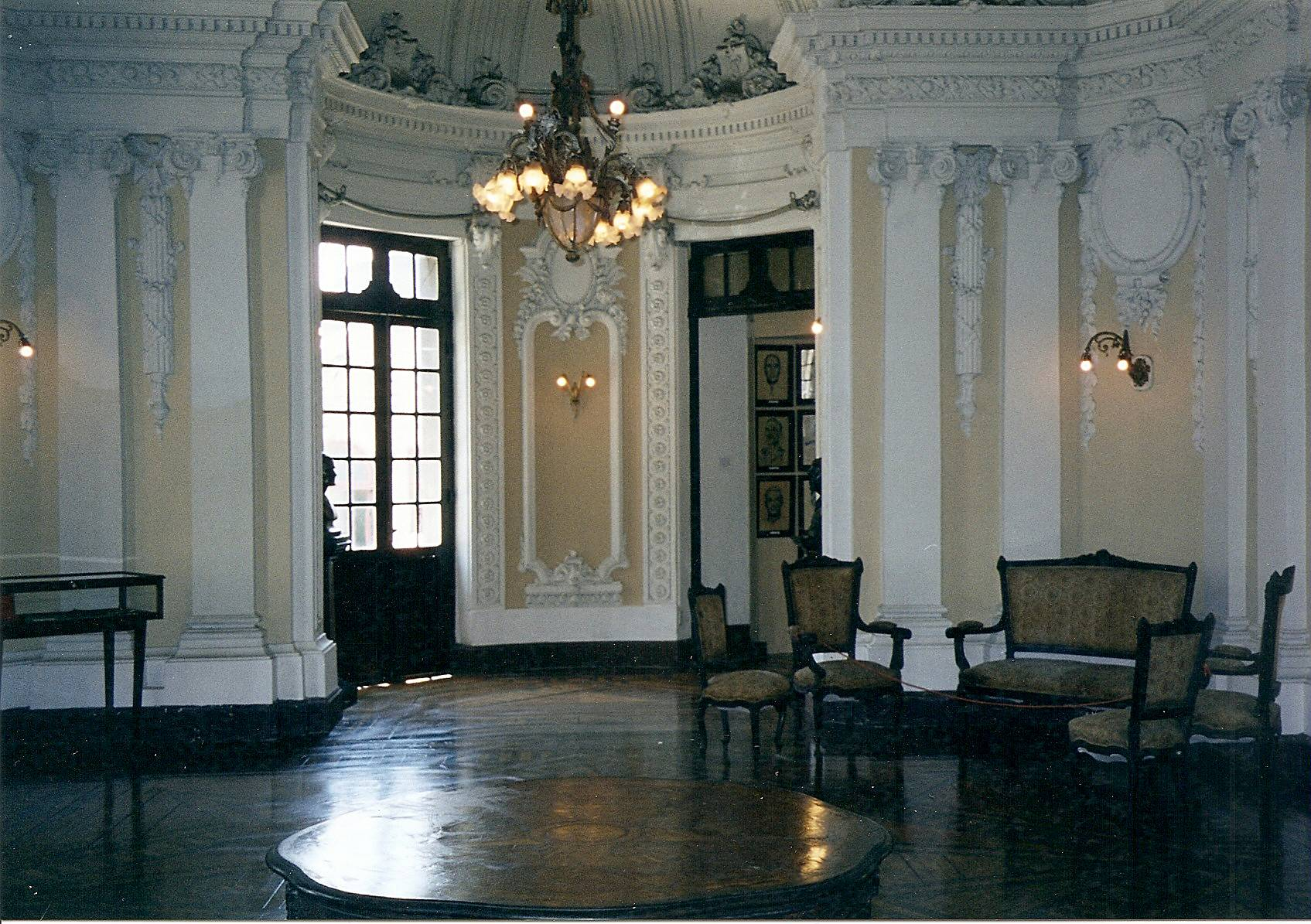
Salão nobre do prédio histórico da Polícia Civil
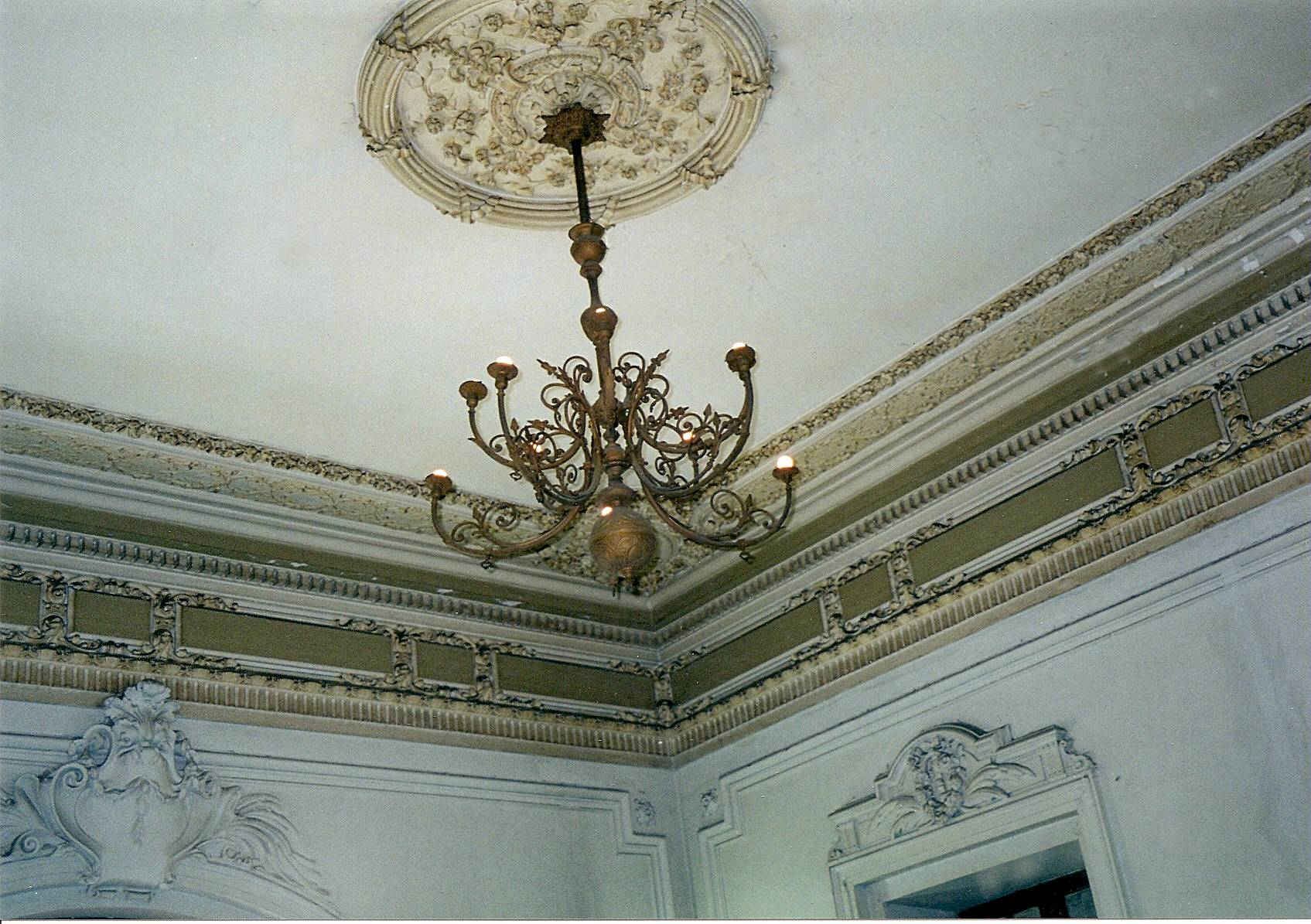
Teto artístico do prédio histórico da Polícia Civil
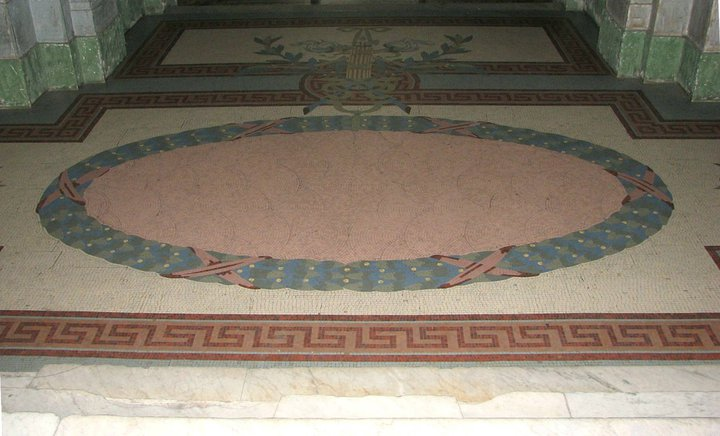
Mosaico do prédio histórico da Polícia Civil